# Dolce far niente
Pour plus de détails, voir Fiche technique et Distribution.
Dolce far niente est un film italien réalisé par Nae Caranfil en 1998, adaptant La Comédie de Terracina de Frédéric Vitoux.

## Synopsis
En décembre 1816, un certain Henri Beyle, futur Stendhal, parcourt l'Italie sans but véritable, si ce n'est la recherche du bonheur et de la beauté. Resté bloqué à Terracina, il s'éprend d'une jeune veuve mélancolique, Josephina, qui l'introduit auprès de l'époux de sa cousine, le comte Nencini. Aristocrate en exil, il vit séparé de sa frivole épouse, restée à Naples. Surtout, il va rencontrer celui pour lequel il n'hésitera pas plus tard à « se crotter » pour venir entendre sa musique, le jeune Rossini, maestro le plus aimé d'Italie. Si l'épopée napoléonienne est bien terminée, les cœurs des héros de cette histoire vibrent de leurs illusions amoureuses comme de leurs déceptions politiques.

## Fiche technique
- Titre original : Dolce far niente
- Titre français : Dolce far niente[1] ou Dolce farniente[2] ou La Comédie de Terracina
- Réalisation :  Nae Caranfil
- Scénario :  Nae Caranfil, d'après  La Comédie de Terracina de Frédéric Vitoux
- Photographie : Cristian Comeaga
- Date de sortie : 31 mars 1999
- Durée : 119 minutes

## Distribution
- Giancarlo Giannini : Comte Nencini
- François Cluzet : Henry Beyle (Stendhal)
- Isabella Ferrari : Joséphine
- Margherita Buy : Gabriella
- Teresa Saponangelo : Rosa
- Pierfrancesco Favino : Gioacchino Rossini
- Beniamino Gigli : Le cocher de la calèche
- Adolfo Lastretti : Le podestat
- Sergio Fiorentini : Luigi Braschi
- Luis Molteni (it) : Le conteur
- Rolando Ravello (it) : L'officier napolitain
- Gianni Fantoni (it) : L'impresario
- Antonio Acampora : Un jeune à table
- Francesco Dominedò (it) : Di Giacchino
- Gianni Federico (it) : Figaro
- Alessandra Costanzo (it)